# Vittorio De Sica
Vittorio De Sica (Sora, 7 juli 1901 – Neuilly-sur-Seine, 13 november 1974) was een Italiaans-Frans filmregisseur en acteur. Hij is vooral bekend vanwege zijn neorealistische films.

## Leven en werk
De Sica werd geboren in Sora, Lazio. Hij begon te werken als kantoorbeambte om zijn armoedige familie te helpen. In 1923 sloot hij zich aan bij Tatiana Pavlova's theater bedrijf.
In 1933 begon De Sica zijn eigen theaterbedrijf, samen met zijn vrouw Giuditta Rissone en Sergio Tofano. Het bedrijf produceerde vooral komedies, maar ook stukken van Beaumarchais en werkte samen met bekende regisseurs als Luchino Visconti.
De Sica begon met het regisseren van films tijdens de Tweede Wereldoorlog en zijn typische, minimalistische stijl was al direct duidelijk zichtbaar.
In zijn vijfde film, I bambini ci guardano, begon hij te werken met niet-professionele acteurs. Dit drama was ook de eerste van vele films waaraan hij samenwerkte met scenarioschrijver Cesare Zavattini, een combinatie die veel heeft bijgedragen aan het naoorlogse Italiaanse neorealisme.

## Regiecarrière
Na de oorlog begonnen De Sica's films zowel de persoonlijke als collectieve strijd om de sociale problemen in het Italië van na het fascistische regime van Mussolini uit te drukken. Sciuscià (1947), Ladri di biciclette (1948), Miracolo a Milano (1951) en Umberto D. (1952) hadden allemaal sterke neorealistische eigenschappen — scenes van de werkende klasse, anti-autoritarisme en realistische in plaats van overdreven Hollywoodachtige emoties — met technische en compositionele verfijning en een klein beetje humor.
Naast zijn bedrijvigheid als regisseur was De Sica ook werkzaam als acteur. Hij was te zien in ruim 150 films. Vermeldenswaardig zijn het drama Madame de... (Max Ophüls, 1953), het komisch vierluik Pane, amore e fantasia (Luigi Comencini, 1953) - Pane, amore e gelosia (Comencini, 1954) - Pane, amore e... (Dino Risi, 1955) - Pane, amore e Andalusia (1958), de zedenkomedie Padri e figli (Mario Monicelli, 1957) en de beklijvende dramatische oorlogsfilm Il generale Della Rovere (Roberto Rossellini, 1959). 
Zijn acteercarrière was succesvol genoeg om enkele regieprojecten te kunnen financieren en daardoor kon hij in 1961 na zeven jaar de oorlogsfilm La ciociara regisseren, waarmee Sophia Loren de Oscar voor beste vrouwelijke hoofdrol won (de eerste keer dat die prijs ging naar een niet-Engelstalige film). Hij castte Loren in acht films en deelde meer dan eens de affiche met haar.
Hoogtepunten van het latere deel van De Sica's regiecarrière waren de komedie Ieri, oggi, domani (1963) en de tragikomedie Matrimonio all'italiana (1964), waarin Sophia Loren en Marcello Mastroianni twee keer een filmkoppel waren. Voor Ieri, oggi, domani won De Sica de Oscar voor beste internationale film. Na een periode van tanend succes, waarin hij werd weggezet als smaakloze meester van vaudeville, kwam hij terug aan de top met het historisch drama Il giardino dei Finzi-Contini (1970), een barokke politieke romance, waar hij nog een Oscar voor beste internationale film mee won. 
Vittorio de Sica geldt als de ontdekker van de Duitse ster Elke Sommer, enige tijd nadat deze als toeriste in Italië een miss verkiezing had gewonnen. 

## Persoonlijk leven
De Sica leefde vanaf 1942 tot zijn dood met zijn tweede vrouw, María Mercader. Hij kon pas in 1962 met Mercader trouwen, omdat hij toen de Franse nationaliteit kreeg en dus kon scheiden van zijn eerste vrouw, Giuditta Rissone. Hij kreeg twee zonen bij Mercader, Manuel en Christian. Ook stond hij bekend als impulsieve gokker.
Hij stierf in 1974 op 73-jarige leeftijd in een Frans ziekenhuis, toen een operatie om een cyste uit een van zijn longen weg te halen, mislukte.

## Filmografie

### Regisseur
- 1939 - Rose scarlatte (als coregisseur)
- 1940 - Maddalena, zero in condotta
- 1941 - Teresa Venerdì
- 1942 - Un garibaldino al convento
- 1944 - I bambini ci guardano
- 1945 - La porta del cielo
- 1946 - Sciuscià
- 1948 - Cuore (als coregisseur)
- 1948 - Ladri di biciclette
- 1951 - Miracolo a Milano
- 1952 - Umberto D.
- 1952 - Villa Borghese (als coregisseur)
- 1953 - Stazione Termini
- 1954 - L'oro di Napoli
- 1956 - Il tetto
- 1958 - Anna di Brooklyn
- 1961 -  La ciociara
- 1961 - Il giudizio universale
- 1962 - I sequestrati di Altona
- 1962 - Boccaccio '70 (episode La riffa)
- 1963 - Ieri, oggi, domani
- 1964 - Matrimonio all'italiana
- 1966 - Un monde nouveau
- 1966 - Caccia alla volpe
- 1967 - Woman Times Seven
- 1967 - Le streghe (episode Una sera come le altre)
- 1968 - Amanti
- 1970 - I girasoli
- 1970 - Il giardino dei Finzi-Contini
- 1970 - Le coppie (episode Il leone)
- 1972 - Lo chiameremo Andrea
- 1973 - Una breve vacanza
- 1974 - Il viaggio

### Acteur (selectie)
- 1953 - Madame de... (Max Ophüls)
- 1953 - Pane, amore e fantasia (Luigi Comencini)
- 1954 - Pane, amore e gelosia (Luigi Comencini)
- 1955 - Pane, amore e... (Dino Risi)
- 1955 - La bella mugnaia (Mario Camerini)
- 1955 - Racconti romani (Gianni Franciolini)
- 1957 - Padri e figli (Mario Monicelli)
- 1957 - A Farewell to Arms (Charles Vidor)
- 1959 - Il generale Della Rovere (Roberto Rossellini)
- 1960 - It Started in Naples (Melville Shavelson)
- 1960 - The Millionairess (Anthony Asquith)
- 1965 - The Amorous Adventures of Moll Flanders (Terence Young)